# Astragalus glycyphylloides
Astragalus glycyphylloides es una especie de planta del género Astragalus, de la familia de las leguminosas, orden Fabales.

## Distribución
Astragalus glycyphylloides se distribuye por Bosnia, Serbia, Montenegro, Macedonia, Albania, Bulgaria, Grecia, Turquía europea, Crimea, Turquía, Irán, Rusia sudoriental europea, Armenia, Azerbaiyán y Georgia.

## Taxonomía
Fue descrita científicamente por DC. Fue publicada en Prodr. 2: 292 (1825).